# DeltaKabel Telecom
DeltaKabel Telecom was een Nederlands bedrijf dat een pionier was op het gebied van kabelnetwerken en kabelmodemsystemen. Het is opgericht 1973, overgenomen door Lucent Technologies juni 2000, weer doorgestart mei 2001 en uiteindelijk failliet verklaard september 2002.
DeltaKabel werd opgericht en was het bezit van dr. Antonie Dake(1928-2025), die in de jaren zestig journalist was en op de achtergrond actief in de politiek. DeltaKabel was een C.V. en was de laatste jaren gevestigd in Gouda.

## Aanleggen kabelnetwerken
In de eerste jaren hield het bedrijf zich bezig met het aanleggen kabelnetwerken die toen net in opkomst waren. Ook werden enkele kabelnetwerken geëxploiteerd waarbij geëxperimenteerd werd met nieuwe toepassingen zoals lokaal nieuws.
Halverwege de jaren zeventig zorgde aanleg van systemen als het DeltaKabel Sternet voor discussies in de Tweede Kamer. Hierbij werd uiteindelijk nipt besloten om de keuze van de techniek aan de markt over te laten in plaats een landelijk netwerk aan te leggen, het zogenaamd CAS net. Dit laatste was het advies van het ministerie van Verkeer en Waterstaat en de PTT. Zie ook oorsprong van kabeltelevisie.
Een primeur was het aansluiten van de eerste woning via glasvezel op 14 juni 1978 in Arnhem. Het kabelnet zelf was echter nog coaxiaal.
Op 16 juni 1979 zorgde het aansluiten van kabelnet van Sluis op het kabelnet van Brugge ervoor dat voor het eerst mensen via de kabel het Luxemburgse commerciële station RTL, het Britse commerciële station ITV en het Britse publieke station BBC konden zien. Dit zorgde voor onverwachte publiciteit door parlementatiërs die vreesden voor de schadelijke invloed van RTL.

## Zuid-Limburg
In de jaren tachtig was het aanleggen van kabelnetten over het hoogtepunt heen en ging het bedrijf zich meer richten op apparatuur voor interactive televisie ofwel tweewegkabeltelevisie. Bij dit laatste werden de eerste voorzichtige pogingen ondernomen om consumenten de mogelijkheid te geven via de televisie bijvoorbeeld pizza te bestellen. In 1985 begonnen werkzaamheden om in Zuid-Limburg een groot voorbeeldproject aan te leggen, een besluit dat drie jaar eerder was genomen door de regering. Als onderdeel van dit project mocht DeltaKabel zijn techniek mocht uitrollen in Kerkrade en kon hierbij de nodige ervaring op doen. Eind 1991 werd het wegens gebrek aan commerciële vooruitzichten en interesse van consumenten het project stopgezet. De ontwikkelde techniek bleek echter ook bruikbaar voor het aanbieden van Internet via de kabel.

## DEMOS-1
Rond 1995 werd met behulp van DEMOS (Digitaal Elektronisch Meld en Oproep Systeem) voor het eerst kabelinternet aangeboden bij CAI Westland. Het systeem bestond uit een zogenaamde Front End Processors (FEP) in het head-end, een Local Communication Controller (LCC) in de wijkkast en een kabelmodem met seriële poort bij de abonnee thuis. De verbinding tussen de FEP en de LCC had een bandbreedte van 2 Mb/s terwijl meerdere kabelmodems via een gedeelde 165 kbps verbinding op een LCC module waren aangesloten. Met deze architectuur konden een maximale snelheid halen van 10..12 kB/s wat zeker ten opzichte van de toenmalige telefoonmodems van 33 kbps een prima snelheid was. Wanneer meerdere mensen echter gelijktijdig bestanden downloaden dan liep de snelheid terug. Het DEMOS-1 systeem werd uiteindelijk geïnstalleerd bij Casema, CAIW (Centrale Antenne Inrichting Westland), Telecai Utrecht en enkele kleinere kabelnetten als Rendo de Kooi en Alblasserwaard. September 1999 werd het 50 000e kabelmodem uitgereikt aan het Driestar College in Gouda als onderdeel van het project Kennisnet.
Het DEMOS-1 systeem bleek goed bruikbaar in kwalitatief slechtere kabelnetten maar de beschikbare bandbreedte zorgde al snel voor problemen. Zodra snellere systemen beschikbaar kwamen en het grootschalig downloaden populairder werd, kwamen er veel klachten over de snelheid.

## DEMOS-38
DeltaKabel had om de bandbreedte problemen te verhelpen een ontwikkeling gestart voor DEMOS-2 welke 2 Mb/s bandbreedte zou moeten geven. Deze ontwikkeling werd echter achterhaald door het beschikbaar komen van de DOCSIS standaard en de bijbehorende chipsets. Hierop werd het DEMOS-38 project gestart dat zowel een kabelmodem als een CMTS op basis van een Broadcom chipset moest opleveren. Het systeem is gebruikt in enkele pilot projecten en het modem meerdere keren ter vertificatie aangeboden aan Cablelabs. Naast het het DEMOS-38 systeem werd op basis van DEMOS-38 een Voice over IP systeem ontwikkeld waarmee eind 1999 een bescheiden proefproject werd gedaan in Naaldwijk.

## Overname door Lucent
Om mee te kunnen spelen in de kabelmodemmarkt bleek de schaalgrootte van DeltaKabel onvoldoende zodat gezocht werd naar een grotere partner. Op 13 maart 2000 werd bekendgemaakt dat Lucent DeltaKabel TeleCom BV wilde overnemen en per april 2000 werd DeltaKabel daadwerkelijk overgenomen voor 108 miljoen dollar waarvan 56 miljoen dollar goodwill. De ongeveer 60 medewerkers werden toegevoegd aan de Cable Solutions Group van de business unit Service Provider Networks.
Al snel bleek dat Lucent eigenlijk nauwelijks marktaandeel in de kabelmarkt had en dat het DEMOS-38 en VoIP systeem niet ver genoeg ontwikkeld en in prijs geoptimaliseerd waren om daadwerkelijk een nieuw marktaandeel te verkrijgen. Ook het DEMOS-1 systeem liep qua bandbreedte tegen het einde van de consumentenverwachtingen aan.
Februari 2001, een jaar binnen de aankoop, maakte Lucent bekende zijn vestiging Lucent Technologies Communications in Gouda alweer te willen sluiten en mei 2001 was het grootste deel van werknemers weg; een aanzienlijk deel van de vaste werknemers kreeg hierbij nog een aanzienlijke retention bonus uitbetaald die Lucent in het vooruitzicht had gesteld als zij een jaar zouden blijven.

## Doorstart en faillissement
Met het verdwijnen van de Goudse vestiging zou het onderhoud aan DEMOS-1 systemen in het veld in gedrang komen. Om te voorkomen dat dit zou gebeuren was Lucent op zoek naar een partij die deze onderhoudsverplichting wilde overnemen en was bereid hiervoor geld te betalen en de naam DeltaKabel over te dragen. Uiteindelijk is een nieuw bedrijf onder de naam DeltaKabel opgericht waar ongeveer zes ex-werknemers in dienst kwamen. Dit was echter geen lang leven beschoren en nadat de salarissen niet meer werden uitbetaald is uiteindelijke door twee werknemers het faillissement aangevraagd dat in september 2002 daadwerkelijk is uitgesproken. Het voormalige GAK heeft het grootste deel van de achterstallige salarisbetalingen voor zijn rekening genomen.